# Ręcznik

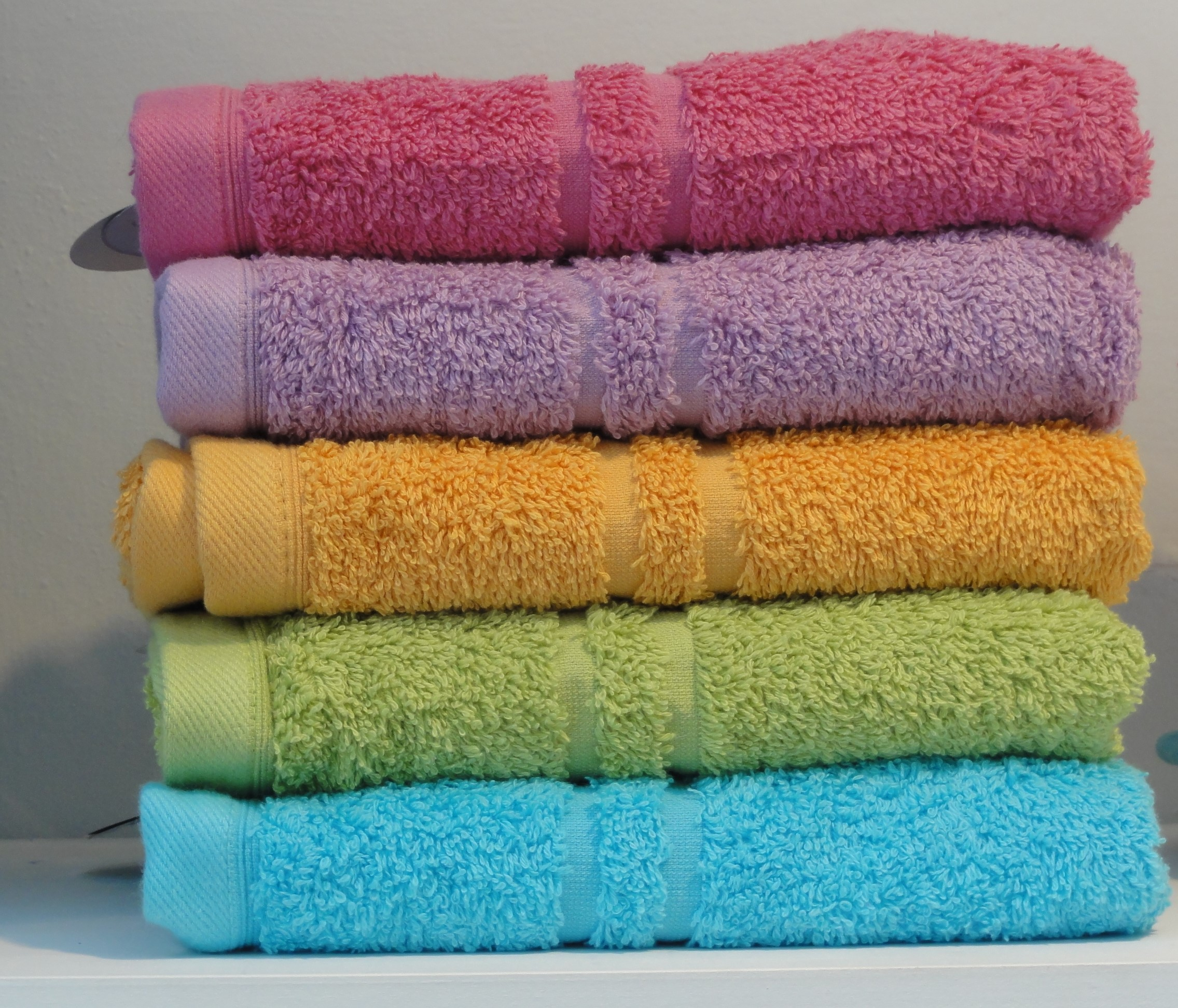
Stos kolorowych ręczników kąpielowych

Ręcznik – wyrób z materiału chłonącego wodę: tkaniny (trwały) lub papieru (jednorazowego). Służy przede wszystkim do wycierania ludzkiego ciała po umyciu, czasem także do np. doraźnego okrycia.

## Proces produkcji i właściwości
Podstawowym materiałem, z którego produkowane są takie ręczniki, jest bawełna. Na rynku dostępne są też szybkoschnące ręczniki z tkanin syntetycznych. Ręczniki tekstylne, ze względu na swoją specyfikę użycia, należą do grupy wyrobów nieapreturowanych.
Proces produkcji ręczników
Produkcja ręczników rozpoczyna się od przetwarzania bawełny. Surowiec jest rozciągany, oczyszczany z zanieczyszczeń i skręcany, co nadaje mu wytrzymałość, umożliwiając przekształcenie go w przędę. Następnie przędza jest nawijana na stożki.
1. Snucie
Przędza jest odwijana ze stożków i poddawana procesowi osnowania, który polega na układaniu nici wzdłużnej (osnowy) ręcznika. Maszyna osnuwająca może nawinąć do 650 stożków przędzy na jeden bel osnowowy.
2. Apretura
Osnowa przechodzi przez proces wzmacniania, w ramach którego jej powierzchnia jest pokrywana ochronną powłoką. Przędza jest przenoszona z bela osnowowego na bel tkacki, gdzie zostaje pokryta biodegradowalną skrobią, co zabezpiecza ją przed naprężeniami podczas tkania.
3. Tkanie
Kolejnym etapem jest tkanie, w którym osnowa i wątek tworzy strukturę ręcznika. Proces ten przypomina tkanie prześcieradeł, jednak co druga nić jest unoszona, aby utworzyć pętelkę charakterystyczną dla tkaniny frotte. Przędza wątkowa przechodzi przez trzy elementy maszyny tkackiej: nicielnicę, struny nicielnicowe oraz płochę, co umożliwia precyzyjne formowanie pętelek.
4. Bielenie i barwienie
Po utkaniu ręczniki są nawinięte na duże bele i nazywane „szarymi” ze względu na naturalny, szarawy odcień wynikający z obecności olejów bawełnianych. W kolejnym etapie poddaje się je bieleniu przy użyciu rozcieńczonego nadtlenku wodoru. Ręczniki przeznaczone do branży hotelarskiej pozostają białe, natomiast produkty detaliczne są barwione za pomocą barwników reaktywnych, które są dobrze absorbowane przez włókna bawełniane. Nadmiar barwnika jest usuwany w serii prania.
5. Suszenie
Ręczniki przechodzą przez proces suszenia. Wciąż mając formę długiej taśmy, są poddawane intensywnemu mieszaniu powietrzem, co podnosi strukturę pętelek. Wstępne odparowanie wody następuje przy użyciu cylindrów suszących, które usuwają około 40% wilgoci. Następnie ręczniki są poddawane suszeniu bębnęm, co nadaje im puszystość i objętość.
6. Cięcie i szycie
Na etapie wykończenia ręczniki, nadal w postaci długiego pasa tkaniny, są przycinane na pojedyncze sztuki według oznaczonych linii cięcia. Maszyny wykorzystują lasery do precyzyjnego docinania. Następnie brzegi są obrabiane, a do ręczników wszywane metki. Gotowe produkty poddaje się inspekcji, składa, a następnie pakuje do wysyłki.

## Historia
Pierwsze ręczniki były produkowane w Turcji, najczęściej z bawełny lub lnu, niekiedy z jedwabiu. Początkowo używane były podczas ceremonialnej kąpieli dla panny młodej przed jej ślubem i innymi ważnymi wydarzeniami w jej późniejszym w życiu. Były one obecne także w tureckich łaźniach zwanych hamam. Na komplet ręczników składały się osobne ręczniki przeznaczone na głowę, ramiona i biodra. Tradycyjny turecki ręcznik kąpielowy peştamal jest lekki, chłonny i szybko schnący. Często jest tkany ręcznie, w rozmaite wzory (najczęściej kratkę) i kolory z frędzlami. Początkowo ręczniki te były wąskie, z biegiem lat tkano je coraz szersze.
Wraz z rozwojem Imperium Osmańskiego wzrosło również zapotrzebowanie na ręczniki. Były one początkowo na dworach sułtańskich jedynie dodatkiem do kąpieli. Z czasem były coraz bardziej bogato zdobione, z wieloma frędzlami zakończonymi pętlami, niekiedy były podwójnej grubości. Splot był skośny, 2 na 2. Zachowały się źródła mówiące o tym, że jeden z takich ręczników podarowała królowi Zygmuntowi Augustowi żona Sulejmana Wspaniałego, Roksolana. 
Ręczniki podobne do tych których używamy dziś, zostały opracowane w Bursie w XVIII wieku. Miejscowi tkacze wynaleźli różne techniki produkcji ręczników, początkowo znanych po turecku pod nazwą havly, a obecnie havlu.
Do początku XIX wieku, czyli okresu zmechanizowania przemysłu tekstylny ręcznik kąpielowy był stosunkowo drogi, a jego produkcja czasochłonna. Wraz z rozpoczęciem jego masowej produkcji stał się tańszy i bardziej dostępny, a oferowane na rynku ręczniki były bardziej różnorodne. W latach dziewięćdziesiątych XIX wieku bardziej miękka i chłonna tkanina frotte zastąpiła zwykły ręcznik lniany. Sposób produkcji nie zmienił się znacząco od tamtego czasu.

## Rodzaje ręczników

### Ręcznik papierowy

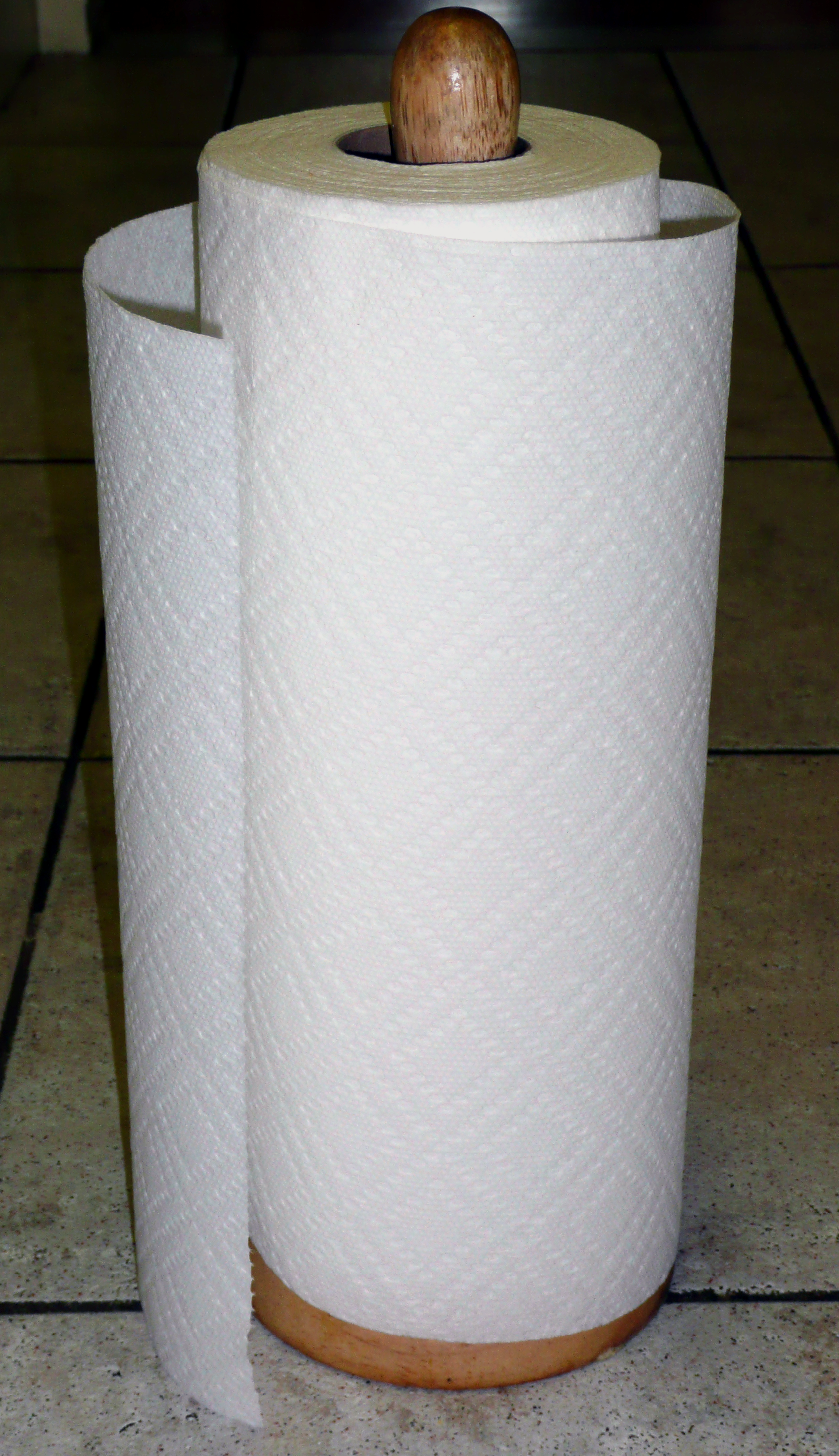
Kuchenny ręcznik papierowy

Są to niewielkie, jednorazowe ręczniki, służące, w zależności od zastosowania, do osuszania umytych rąk, wycierania rąk brudnych, lub osuszania czy czyszczenia sprzętów. Mogą też być wykorzystywane przy przygotowywaniu potraw do usuwania nadmiaru soku lub tłuszczu (np. z produktów smażonych).
Ręczniki do osuszania rąk po ich umyciu są potrzebne w miejscach publicznych, jak toalety publiczne, biura, hotele oraz w placówkach medycznych z powodów higienicznych i epidemicznych. W funkcji suszącej ręce stosunkowo często zastępowane są przez elektryczne suszarki do rąk.  
Spośród ręczników papierowych wyróżnia się:
- ręczniki kuchenne – zastępujące ścierki, charakteryzujące się miękkością i chłonnością przy dużej wytrzymałości na rozmiękanie i podwyższonej wytrzymałości na rozrywanie. Nadają się one, co prawda, do doraźnego, ale jednak czasami nawet kilkukrotnego użycia, aczkolwiek bez ich czyszczenia. Najczęściej są one bielone i dodatkowo zdobione drukiem we wzory, co nie zawsze jest korzystne, gdyż niektóre farby drukowe mogą być nieodporne na środki chemiczne gospodarstwa domowego i zabarwiać sobą czyszczone powierzchnie. Tego typu ręczniki są niezastąpione z powodów estetycznych w miejscach publicznych, jak np. improwizowane minikuchenki w biurach, ale stają się popularne także w domach prywatnych. Są to ręczniki relatywnie grube, często nawet wielowarstwowe. Ręczniki kuchenne zostały wprowadzone na polski rynek przez Zakłady Przemysłu Bawełnianego „Frotex” w Prudniku[8].
- ręczniki toaletowe, zwane również makulaturowymi – zdecydowanie tańsze od kuchennych, cienkie, służące tylko do osuszania, najczęściej rąk w publicznych toaletach. Są naturalnego koloru makulatury użytej do ich produkcji lub barwione w masie, ale nie bielone. Są chłonne, ale bardzo słabe mechanicznie i nadają się wyłącznie do jednokrotnego użycia. Często nawet na rękach pozostają ich rozmięknięte pozostałości. Ręczniki toaletowe konfekcjonowane są w postaci dostosowanej do dystrybutorów tych ręczników w miejscach publicznych, co zapewnia dostęp rąk tylko do aktualnie użytego fragmentu ręcznika.
- papierowe ręczniki hotelowe – forma pośrednia z obu wymienionych wyżej. Oprócz osuszania rąk nadają się do prostych czynności czyszczących, np. przetarcia nimi obuwia, elementów garderoby lub powierzchni bagażu.

### Ręcznik kąpielowy
Istnieją duże ręczniki kąpielowe, najczęściej typu frotté, służące do wycierania całego ciała, ręczniki przeciętnej wielkości do ogólnego zastosowania oraz małe ręczniki do wycierania rąk. 

### Ręcznik plażowy

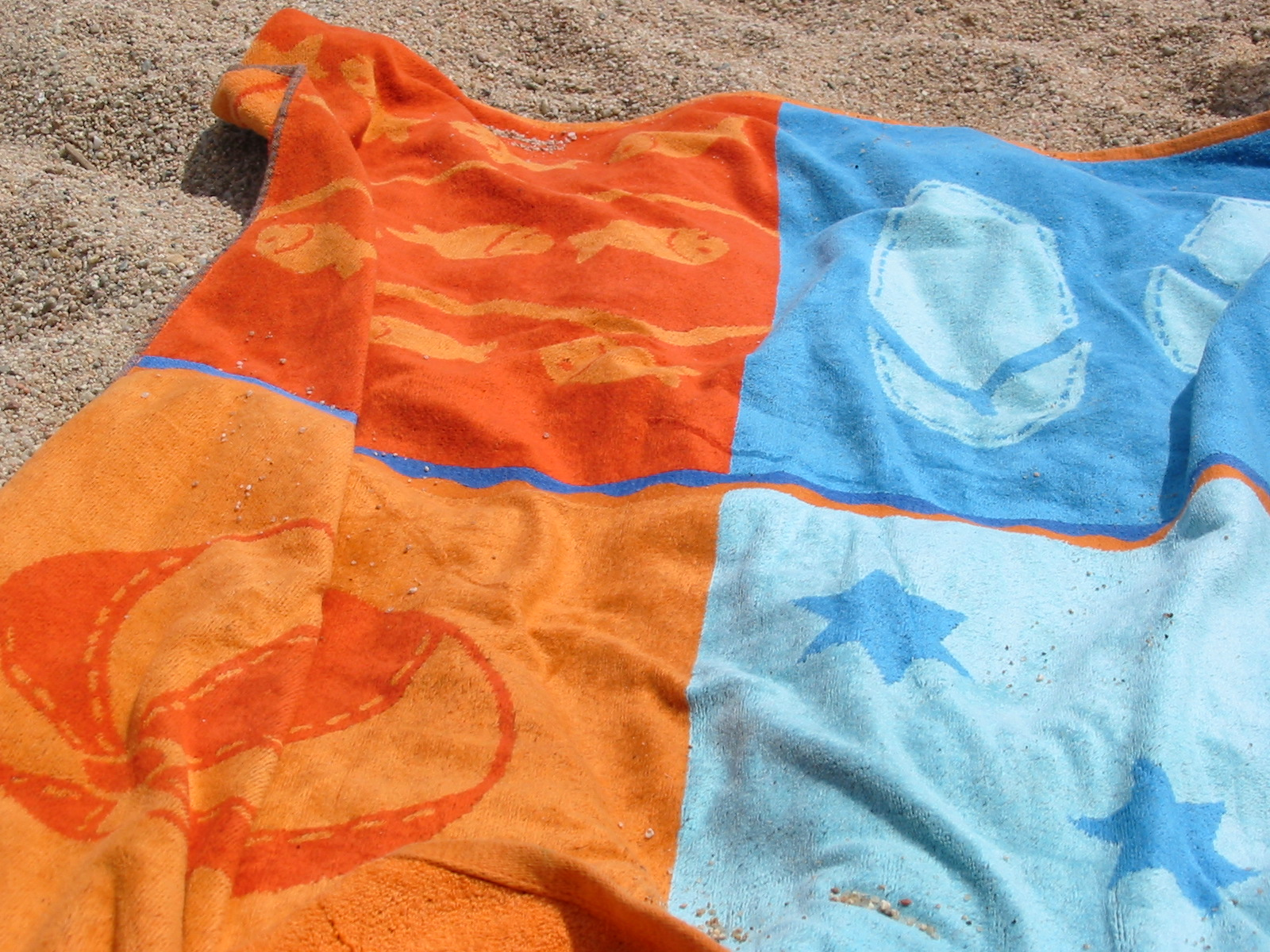
Ręcznik plażowy

## Znaczenie kulturowe
- W żargonie sportowym funkcjonuje określenie "rzucić ręcznik", wywodzące się z boksu i oznaczające poddanie zawodnika przez trenera.
- W niektórych społecznościach duże ręczniki kąpielowe spełniają namiastkę płaszczy kąpielowych, gdzie osoba przepasana takim ręcznikiem w biodrach jest uznawana za dostatecznie okrytą np. w drodze na basen, do sauny, czy towarzyszącego im barku, podczas gdy obecność tam w samym stroju kąpielowym jest już uznawana za negliż.
- Najbardziej znanym literackim odwołaniem do ręcznika jest cykl powieści Douglasa Adamsa, zapoczątkowany przez Autostopem przez Galaktykę. Ręcznik jest w niej przedstawiony jako podstawowe wyposażenie kosmicznego podróżnika (rozdział 3, tłum. A. Banaszak):

Przewodnik "Autostopem przez Galaktykę" ma do powiedzenia kilka rzeczy na temat ręczników. Ręcznik, mówi, to najbardziej nieprawdopodobnie użyteczna rzecz, jaką może posiadać międzyplanetarny autostopowicz. Częściowo dlatego, że ma olbrzymie zastosowanie praktyczne. Można owinąć się nim dla ochrony przed chłodem, przemierzając zimne księżyce Jaglana Beta; można położyć się na nim na roziskrzonych, marmurowych piaskach plaż Santraginusa V, wdychając odurzające morskie powietrze; można przykryć się nim, śpiąc pod czerwonymi gwiazdami na opuszczonym świecie Kalffafoonu; można posłużyć się nim jak żaglem, płynąc małą tratwą w dół powolnej rzeki Moth; zmoczyć go i używać jako broni w walce wręcz; zawinąć na głowie dla ochrony przed szkodliwymi wyziewami lub wzrokiem żarłocznego Bugblattera, bestii z Traala (nieprawdopodobnie tępe zwierzę, które uważa, że jeżeli ty go nie widzisz, ono też cię nie widzi. Głupie jak szczotka, ale naprawdę niezwykle żarłoczne); w razie niebezpieczeństwa wymachując ręcznikiem, można dawać sygnały alarmowe — no i oczywiście można wycierać się nim, jeżeli ciągle jeszcze jest dostatecznie czysty. Co więcej, ręcznik ma ogromne znaczenie psychologiczne. Tak się składa, że jeżeli jakiś strag (strag: nie-autostopowicz) stwierdzi, że autostopowicz ma przy sobie ręcznik, automatycznie dochodzi do wniosku, że posiada on także szczotkę do zębów, ręczniczek do twarzy, mydło, puszkę sucharów, termos, kompas, mapy, kłębek sznurka, spray przeciw komarom, płaszcz przeciwdeszczowy, kombinezon próżniowy i tak dalej. Ponadto strag pożyczy chętnie autostopowiczowi któryś z tych czy jakikolwiek inny przedmiot, który autostopowicz mógłby przypadkowo "zgubić". Pomyśli sobie też, że ktoś, kto przemierzył autostopem Galaktykę wzdłuż i wszerz, znosił niewygody, walczył na przekór wszystkim przeciwnościom, zwyciężał i ciągle wiedział, gdzie ma ręcznik — jest bez wątpienia człowiekiem, z którym należy się liczyć.

- Fani twórczości Douglasa Adamsa obchodzą na jego cześć święto zwane Dniem Ręcznika (25 maja)[10].
- W kilku odcinkach serialu Miasteczko South Park występuje Towelie, powstały w wyniku eksperymentów NASA mówiący ręcznik, którego ulubionym zajęciem jest palenie marihuany.
- W 1988 r. powstało Towarzystwo Przyjaciół Chińskich Ręczników – wymyślone przez Jurka Owsiaka jako nieformalny happeningowy ruch społeczny w środowiskach młodzieżowych. Po kilku latach przerodził się on w Wielką Orkiestrę Świątecznej Pomocy.